# Океан сказаний
«Океан сказаний» (санскр. Kathāsaritsāgara, рус. Катхасаритсагара, कथासरित्सागर — буквально «океан рек повестей») — составленное в XI веке писавшим на санскрите кашмирским поэтом Сомадевой стихотворное собрание сказок, новелл и легенд. Выполнено в жанре «обрамлённой повести».

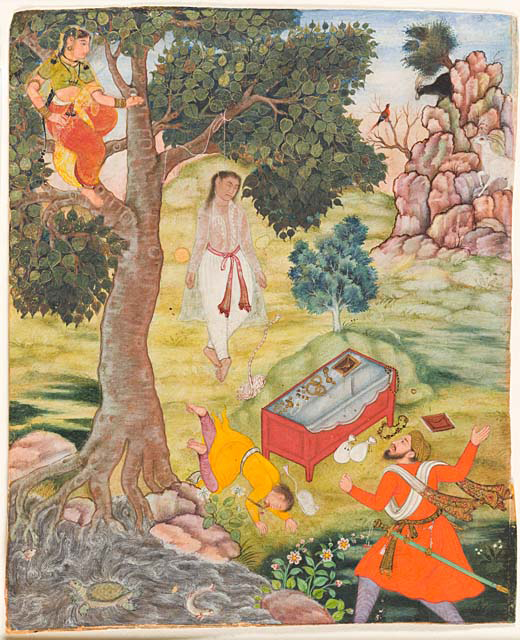
Илл. к «Рассказу о хитрой Сиддхикари». Миниатюра рукописи из Лахора, 1590 г.

Сборник «Катхасаритсагара» был написан в 1081 или 1082 году в столице Кашмира Сринагаре придворным поэтом царя Ананты Сомадевой для развлечения жены последнего Сурьявати. Большая часть его написана эпической строфой «шлока», а текст делится на 18 книг, 124 главы («волны») и состоит из 21 388 стихов. 
Сюжет «Океана сказаний» распадается на три неравные части. Первая (она же и первая книга) — это история полубога, проклятого супругой Шивы на перевоплощение в теле человека. Вторая часть (книги вторая — пятая) рассказывает о царе Удаяне, который с помощью мудрого советника подчинил себе земли других правителей и обрел двух прекрасных жён. Остальную часть «Океана сказаний» занимает история сына Удаяны — царевича Нараваханадатты, который после долгих странствий и испытаний обретает власть над народом полубогов видьядхаров и соединяется с супругой, с которой был разлучён.
По сути дела, развитие фабулы — лишь предлог для развёртывания вставных историй сказочно-новеллистического характера, число которых, по подсчётам специалистов, едва не достигает 350. Как утверждает Сомадева, при составлении «Океана сказаний» он использовал сборник «Брихаткатха» («Великий сказ»), написанный в эпоху Гуптов неким Гунадхьей на языке кашмирского народа пайшачи и дошедший до нас лишь в ничтожных фрагментах. Многие из вставных повестей заимствованы им из «Махабхараты», «Рамаяны» и «Панчантантры», некоторые — непосредственно из местного фольклора. 
При этом произведение по композиции, стилю и характеру изображения глубоко оригинально. Вводя в действие богов и героев, Самодева тщательно описывает быт и окружение персонажей, подчиняя изложение своей главной идее — созданию образа справедливого монарха, придерживающегося принципов высшей справедливости — дхармы.
«Океан сказаний» — одно из немногих в санскритской литературе светских произведений, где объединены мистические представления и бытовой план. Оно оказало огромное влияние на развитие индийской и ближневосточной повествовательной прозы.
Полный перевод «Океана сказаний» на русский язык был осуществлён П. А. Гринцером и И. Д. Серебряковым.

## Издания текста
- Сомадева. Повесть о царе Удаяне : пять книг из «Океана сказаний» / Пер. с санскр. П. А. Гринцера, И. Д. Серебрякова; послесл. и примеч. П. А. Гринцера. — М. : Наука (ГРВЛ), 1967. — 288 с. — 50 000 экз.
- Сомадева. Необычайные похождения царевича Нараваханадатты / Пер. с санскр., послесл. и примеч. И. Д. Серебрякова; отв. ред. В. Г. Эрман. — М. : Наука (ГРВЛ), 1972. — 544 с. — 15 000 экз.
- Сомадева. Дальнейшие похождения царевича Нараваханадатты / Пер. с санскр. И. Д. Серебрякова, Р. А. Тазетдиновой, С. Л. Невелевой; послесл. и примеч. И. Д. Серебрякова; отв. ред. В. Г. Эрман. — М. : Наука (ГРВЛ), 1976. — 448 с. — 30 000 экз.
- Сомадева. Океан сказаний : избранные повести и рассказы / Пер. с санскр., послесл., примеч. и глос. И. Д. Серебрякова. — М. : Наука (ГРВЛ), 1982. — 526 с. — 39 000 экз.
- Сомадева. Океан сказаний : избранные повести и рассказы / Пер. с санскр., примеч. И. Д. Серебрякова. — М. : Терра, 1998. — 544 с. — (Библиотека восточной литературы). — 3000 экз. — ISBN 5-300-01641-1.
- Сомадева. Океан сказаний / Пер. с санскр. П. А. Гринцера, И. Д. Серебрякова, Р. А. Тазетдиновой, С. Л. Невелевой. — М. : Эксмо, 2008. — 768 с. — (Библиотека всемирной литературы). — 5000 экз. — ISBN 978-5-699-26089-8.